# Deroplatys truncata
Deroplatys truncata är en bönsyrseart som beskrevs av Guérin-Méneville 1843. Deroplatys truncata ingår i släktet Deroplatys och familjen Mantidae. Inga underarter finns listade i Catalogue of Life.

## Bildgalleri

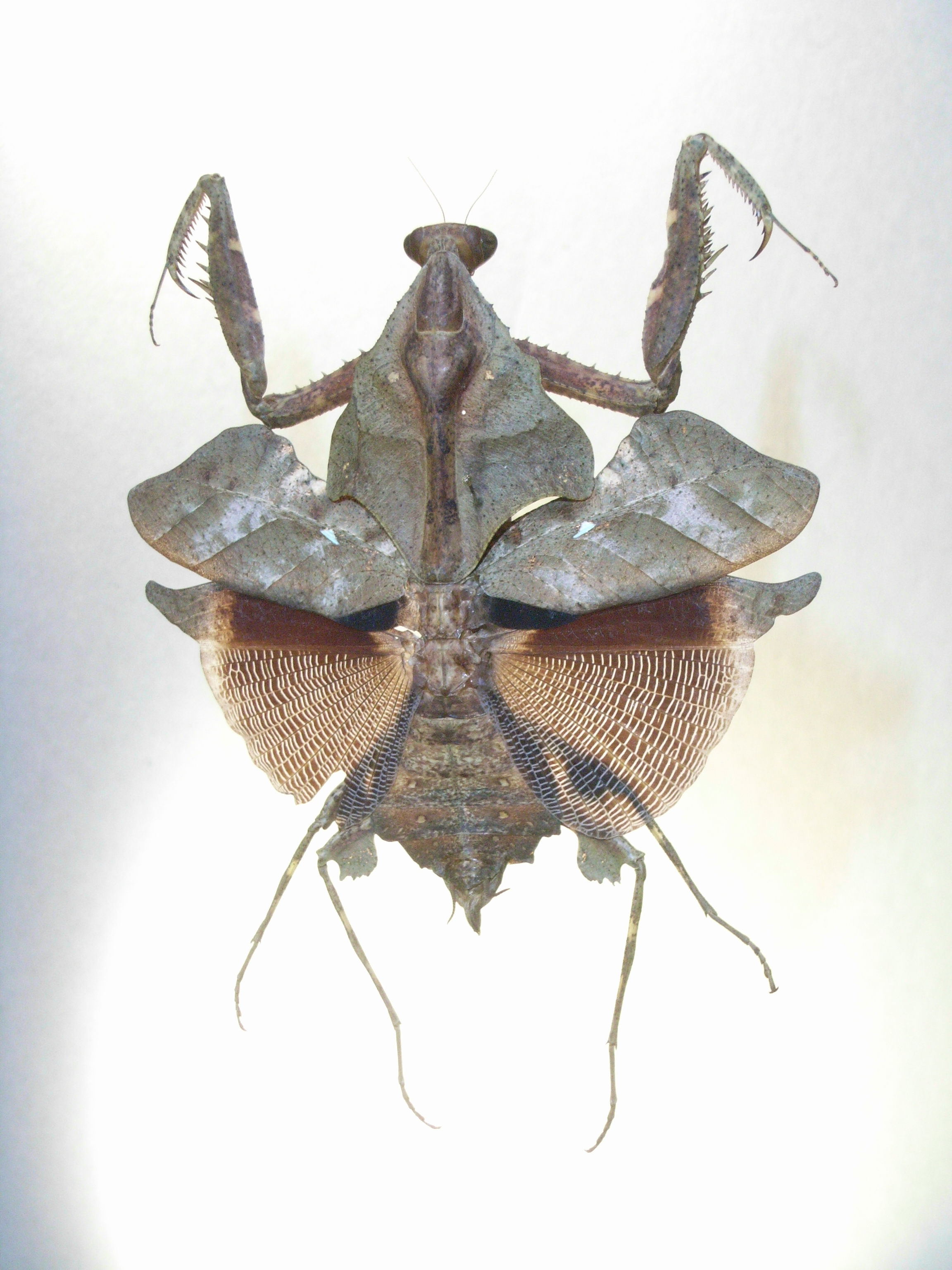